# Galeàs II Visconti
Galeàs II Visconti (en italià: Galeazzo II Visconti) (1320 - Pavia, Senyoriu de Milà 1378) fou el senyor de Milà entre 1349 i 1378.

## Orígens familiaris
Va néixer vers el 1320 sent el segon fill d'Esteve Visconti i Valentina Doria. Fou net per línia paterna de Mateu I Visconti i Bonacosa Borri, i per línia materna de Bernabé Doria i Eliana Fieschi, i germà de Mateu II i Bernabé Visconti.

## Joventut
L'any 1343 va peregrinar a la ciutat de Jerusalem, i dos anys després fou obligat a exiliar-se pel seu oncle Lluc Visconti igual que la resta dels seus germans. Aconseguí retornar a la ciutat de Milà el 1349 gràcies al seu oncle Joan Visconti, el qual el nomenà governador de Bolonya.

## Ascens al poder
A la mort de Joan Visconti el 1349 fou nomenat senyor de Milà, un càrrec que exercí conjuntament amb els seus germans Mateu i Bernabé. Amb la mort per enverinament del seu germà Mateu II el 1355, Galeàs II i Bernabé es van repartir els territoris d'aquest, restant l'oest de la Llombardia per al primer i l'est per al segon. El 1356 va lluitar al costat del seu germà Bernabé contra la Casa d'Este i la Casa de Gonzaga, al costat de Pandolfo II Malatesta com comandant de les seves tropes. Van prevaldre a Casorate i van incrementar l'extensió dels seus territoris. Después de un largo asedio, conquistó Pavía en 1359, donde llevó a su corte.
Galeàs fou mecenes de Petrarca i va fundar la Universitat de Pavia, així mateix va haver de plantar cara a diverses rebel·lions en la seva part del Senyoriu. El 1362 la seva salut es va ressentir bastant, i va traslladar a la ciutat de Pavia, que havia reconquerit dos anys abans, ciutat on va morir el 4 de setembre de 1378.

## Núpcies i descendents
El 10 d'octubre de 1350 es va casar amb Blanca de Savoia, filla del comte Aimone de Savoia i Violant de Montferrat. D'aquesta unió nasqueren:
- Joan Galeàs Visconti (1351-1402), senyor i duc de Milà
- Violant Visconti (1354-1386), casada el 1368 amb Lionel d'Anvers